# Passiflora membranacea
Passiflora membranacea är en passionsblomsväxtart som beskrevs av George Bentham. Passiflora membranacea ingår i släktet passionsblommor, och familjen passionsblomsväxter. Inga underarter finns listade i Catalogue of Life.

## Bildgalleri

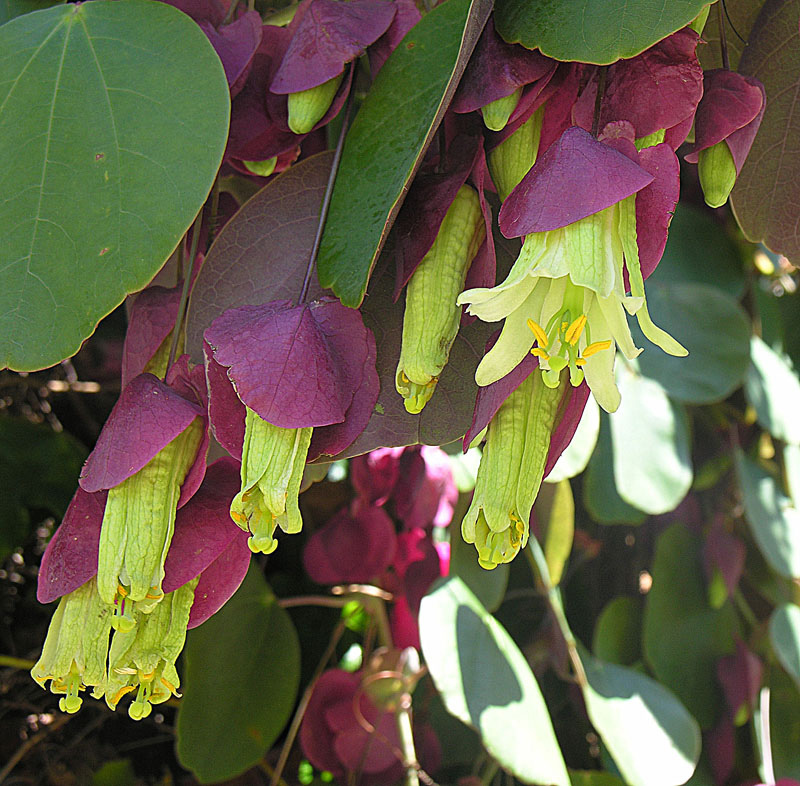
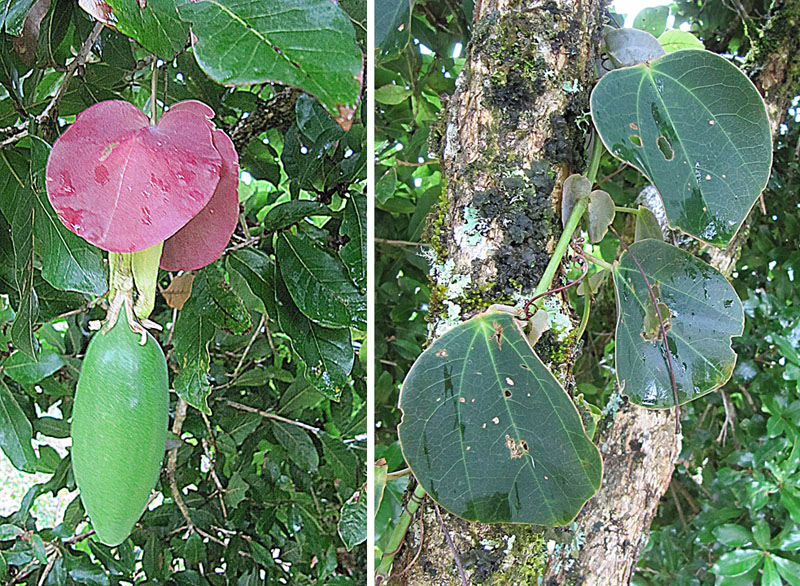